# Turquia nos Jogos Olímpicos de Inverno de 1988
A Turquia competiu nos Jogos Olímpicos de Inverno de 1988, realizados em Calgary, Canadá.